# Leptomenes nitens
Leptomenes nitens är en stekelart som beskrevs av Giordani Soika. Leptomenes nitens ingår i släktet Leptomenes och familjen Eumenidae. Inga underarter finns listade i Catalogue of Life.